# Wedstrijd
Een wedstrijd is een evenement, waarin meerdere partijen trachten een of meer tegenstanders te overwinnen, of trachten te bewijzen dat zij beter zijn in een discipline dan de andere partij of partijen. Wedstrijden kunnen vele vormen aannemen. Soms ontaarden wedstrijden in strijd, en zijn dan aanleiding tot conflicten of oorlogen. Als bijvoorbeeld een wedstrijd tussen staten over suprematie in militair opzicht uit de hand dreigt te lopen, kan een wapenwedloop ontstaan. Meestal echter zijn wedstrijden gebaseerd op sport, spel of culturele zaken.
Veelal wordt bij een wedstrijd publiek toegelaten om het evenement te aanschouwen. Ook zijn er vaak ter zake deskundigen in de vorm van een jury of scheidsrechters, die het verloop van de wedstrijd toetsen aan tevoren opgestelde regels.
Het woord wedstrijd is een etymologische afleiding van 'wedden' en 'strijden'. Vroeger werd namelijk bij spelen of competities dikwijls gegokt (om geld of goederen) op de verwachte uitslag van de gevoerde 'strijd'.

## Afgeleide termen
Wanneer een sportwedstrijd gespeeld wordt op eigen terrein spreekt men van een thuiswedstrijd. In andere gevallen spreekt men van een uitwedstrijd.
De laatste van twee wedstrijden wordt een terugwedstrijd of return(wedstrijd) genoemd. Biedt deze wedstrijd de gelegenheid om het verlies van de eerdere wedstrijd goed te maken, dan spreekt men ook wel van een revanchewedstrijd of revanchepartij.
Soms wordt er, om een bepaalde speler te eren en bedanken voor de bewezen diensten, een afscheidswedstrijd georganiseerd. Vaak wordt de afscheidswedstrijd door of voor de sporter georganiseerd. Voorbeelden van sporten waar een afscheidswedstrijd worden georganiseerd zijn basketbal (Éric Struelens), hockey (Mijntje Donners), voetbal (Dennis Bergkamp) en wielrennen (Erik Dekker).
Een wedstrijd waarmee tijdelijk "afscheid" van de supporters wordt genomen, wordt wel een uitzwaaiwedstrijd genoemd. Het kan bijvoorbeeld gaan om de oefenwedstrijd of laatste wedstrijd die een voetbalploeg speelt alvorens af te reizen naar het buitenland om deel te nemen aan een wereldkampioenschap.

## Voorbeelden van wedstrijden
- Autorace en motorrace
- Bridgepartij
- Marathon
- Meerkamp
- Muziekconcours
- Paardrijwedstrijden
- Quiz
- Schaaktoernooi
- Spel
- Spellingsquiz
- Talentenjacht
- Voetbalwedstrijd
- Wedstrijdzeilen